# Aristoi
Aristoi è un romanzo di fantascienza space opera scritto da Walter Jon Williams pubblicato nel 1992.
È ambientato in un remoto futuro in cui la società umana, diffusa in svariati sistemi solari della galassia, organizzata nella Logarchia e guidata dagli Aristoi, i "migliori", ha raggiunto una pace ed una stabilità secolari. Ma dopo due millenni di espansione e progresso misurati, questo sistema apparentemente perfetto rischia di essere distrutto da una minaccia senza precedenti. Ad affrontarla si ritrova Gabriel, Aristoi esteta, architetto e musicista.

## Ambientazione
In seguito alla catastrofica distruzione della Terra, con la morte di oltre otto miliardi di persone, a causa dell'utilizzo di avanzatissime nanotecnologie sfuggite al controllo, gli insediamenti umani sparsi nei vicini sistemi solari si sono riorganizzati in un nuovo sistema sociale, la Logarchia, basato sull'accesso libero e illimitato ad ogni informazione e conoscenza passata tramite l'Hyperlogos universale, a cui ogni individuo è costantemente connesso dal proprio reno, un impianto tecnologico innestato durante la prima infanzia, che sfrutta la tecnologia tachline e che permette di vivere contemporaneamente nella realtà fisica, il Mondo Realizzato, e in una realtà virtuale, l'oniricron, nella quale la propria rappresentazione prende il nome di skiaghénos.
La vita media supera i trecentocinquant'anni. La morte, ad eccezione di incidenti, suicidi o rare forme di infezione, avviene esclusivamente per collasso, conosciuto anche come malattia di Dorian Gray: il corpo, mantenuto giovane per secoli dalla tecnologia, subisce un improvviso, rapido e inarrestabile decadimento fisico.
La crescita della popolazione è attentamente controllata e dipende direttamente dall'incremento del numero degli Aristoi, che possono guidare alla colonizzazione di nuovi pianeti. Per questo si è instaurato il sistema delle famiglie collettive, nelle quali più adulti condividono il piacere e l'onere della crescita di un unico figlio.

### Struttura gerarchica
Al vertice della Logarchia vi sono gli Aristoi (titolo formale Aristos kái Athánatos), i primi per rango, onore e responsabilità, gli unici a cui è affidato l'enorme potere della nanotecnologia che permette di costruire interi mondi (ma che implica responsabilità altrettanto grandi, perché la tragedia della Terra non deve ripetersi), votati al servizio e al benessere dell'umanità.
Al di sotto degli Aristoi si trovano i Therápontes (strutturati in vari gradi: Protárchon, Dekárchon, Hextárchon, Tritárchon, Hebdomárchon, ecc.), che costituiscono i ranghi della burocrazia e dell'amministrazione, più o meno direttamente guidati dagli Aristoi, e la gran parte della popolazione, i Démoi. Non sono caste chiuse, chiunque può provare ad ascendere fino allo stato di Aristos, attraverso un processo decennale di lavoro fino a raggiungere un momento di sintesi e fusione trascendente tra conoscenza e esperienza ed essere capace di superare degli esami estremamente impegnativi.

### Hyperlogos
L'Hyperlogos è il contenitore di dati universale. L'accesso libero e incondizionato ad esso è alla base della pace e della stabilità della Logarchia. Tutte le informazioni, la saggezza collettiva accumulata nel corso dei secoli, sono preservate nella loro interezza per le generazioni future, disponibili a tutti, riservate sotto il Sigillo Aristoi solo in casi eccezionali e temporanei.
Nulla di quanto detto nell'oniricron è privato.
L'intera Luna è stata il primo, gigantesco magazzino di dati dell'Hyperlogos.

### Idáimoneso Personalità Limitate
Grazie allo sviluppo delle tecnologie, l'umanità ha raggiunto un'estrema conoscenza della psiche. Se un tempo erano soli i santi e i folli a sentire e parlare con delle voci interiori, ora sono i vertici della società, gli Aristoi, ad aver raggiunto la più alta consapevolezza delle personalità limitate raccolte nella propria personalità primaria, completa, le "piccole anime" chiamate con il nome socratico di dáimones: grazie al loro utilizzo, attraverso vari livelli di priorità e coscienza, sia nel Mondo Realizzato che nell'oniricron, gli Aristoi hanno raggiunto una sorta di effettiva ubiquità.

### Cultura metalinguistica
Uno dei fondamenti della Logarchia è la cultura metalinguistica, basata sui rapporti profondi tra mente e corpo e sull'esistenza di una memoria fisica collettiva e di un vocabolario corporeo ancor più importante di quello verbale.
Attraverso l'approfondito studio della cinesica nella danza, nel teatro, nella filosofia tantrica e nelle arti marziali, il Capitano Yuan, il Primo Aristoi, ha codificato nel Sistema delle Posture quelle posizioni, universali in tutte le culture ed epoche, che possiedono una risonanza psichica nella mente umana.
L'impatto psichico delle Posture può essere rafformato dai mudra, i disegni formati dalle dita, che possono costituire anche dei commenti funzionali alle parole ed assumere i più diversi significati (Costrizione, Dominazione, Rispetto Formale, Esuberanza, Confidenza, Stima, Sicurezza, Insegnamento, Protezione, Autorità, Allerta, Ricettività..).
Sullo stesso principio del collegamento tra mente e corpo è basata l'Ideografia Elevata (o Evoluta, o Complessa). È possibile raggiungere una risonanza psichica superiore alla semplice scrittura, non solo comunicare, ma coinvolgere, attraverso l'utilizzo di caratteri particolari, capaci di immagazzinare informazioni complesse in piccoli spazi, basati sugli ideogrammi delle antiche scritture asiatiche, le più adatte in quanto parole e disegni insieme: la scrittura ha più impatto quanti più sensi riesce a colpire.
Ma sia il Sistema delle Posture che l'Ideografia Elevata sono possibili solo perché appresi tramite la cultura universale Logarchia, nessun simbolo ha senso se privato del suo contesto.

### Personaggi

#### Aristoi
- Gabriel Vissarionovič, prossimo agli ottant'anni, Aristos fin da prima dei trent'anni. Soprannominato Fiamma dall'Aristos Dorothy St.-John per i capelli ramati e Disturbatore da Clancy, per averle stravolto la vita. Raffinato esteta, i suoi principali interessi sono l'architettura e la musica. Ha accettato che gli venisse dedicato un culto dai Démoi, la Chiesa del Nuovo Thoth, gestita da sua madre Vashti, a patto di poter controllare che la devozione nei suoi confronti non prenda forme eccessive o sconvenienti.
È dotato di numerose Personalità Limitate: Augenblick (intuitivo, speculare a Welcome Rain), Cyrus (esteta), Horus, Koûros (spensierato e felice), Mataglap (violento, paranoico, feroce guerriero omicida), Orso) senza un sesso definito, una presenza confortante, un abbraccio familiare, dotato di tenerezza, perdono e compassione), Psiche (si manifesta raramente, in forma poetica), Spring Plum (di sesso femminile, la più completa e controllata fra le PI), Welcome Rain (cinico manipolatore sociopatico, senza coscienza, speculare ad Augenblick). Al di fuori del suo controllo c'è poi la Voce.
- Zhenling, Aristos da dodici anni, sposata a Gregory Bonham, che ha fallito due volte gli esami per diventare Aristos. Persegue l'obiettivo di ampliare il corredo genetico umano, reintroducendo caratteristiche abbandonate in secoli di manipolazione genetica per i loro lati negativi, ma secondo lei portatrici anche di lati positivi da recuperare per l'arricchimento dell'umanità.
- Capitano Yuan, il Primo degli Aristoi, il fondatore della Logarchia. Ha codificato la cultura metalinguistica, attraverso il Libro delle Posture e l'Ideografia. È scomparso durante un viaggio di ricerca verso il centro galattico.
- Pan Wengong, il Fratello Maggiore, dalla vita millenaria, il più anziano degli Aristoi ancora in vita, l'unico sopravvissuto della prima generazione che ha assistito alla distruzione della Terra. Ha ricostruito il pianeta natale dell'umanità creando Terra2. Il suo dominio su di essa e sui sistemi solari vicini.
- Cressida, Aristos da più di trecento anni, eccentrica, completamente dedita alla ricerca scientifica.
- Saigo, seicento anni, specialista dell'evoluzione umana e stellare, conduce una vita isolata.
- Altri: Akwasibo (Aristos di fresca data, ha servito sotto Gabriel, quand'era a sua volta un giovane Aristos), Asterion, Astoreth (guida una fazione il cui obiettivo è riaccendere lo spirito di scoperta e di avventura degli inizi), Coetzee, Ctesias, Dorothy St.-John (Gabriel ha compiuto con lei l'apprendistato quando non era ancora Aristos e ha avuto una breve relazione), Giada Preziosa, Han Fu, Icona di Virtù (intransigente fino al fanatismo, il suo dominio è il più grande, ma piuttosto sottopopolato), MacReady, Maryandroid e Maximilian (gli unici Aristoi legati fra loro da una stabile relazione sentimentale), Principe Stanislao, Pristine Way, Salvador, Sebastian (platonista, il suo intero dominio è ordinato secondo la metafisica platonica, nell'oniricron assume la forma perfetta della sfera), Shankar, Tallchief (il suo dominio è formato non da pianeti, ma da flotte di habitat spaziali, in continuo movimento, per esplorazione e commercio), Tunku Iskander.

#### Therápontes
- Clancy, Therápon Tritárchon, medico, amante di Gabriel, che l'ha soprannominata Rosa Splendente, sposata ad un artigiano démos.
- Marcus, Therápon Hextárchon, amante di Gabriel, da cui è soprannominato Fantasma dagli Occhi Neri, decide di avere un figlio da lui, portando avanti la gravidanza all'interno del suo corpo maschile. Dotato di talento, ma probabilmente non destinato a raggiungere il rango di Aristos.
- Vashti, Therápon ex Hextárchon, uno dei due genitori primari di Gabriel, dopo il suo ritiro dai doveri amministrativi si è dedicata con impegno ed ambizione alla gestione del culto ufficiale del figlio.
- Fleta, Therápon Tritárchon al servizio di Gabriel, dall'aspetto elfico e dalla carnagione blu.
- Yarimoto, diciassettenne Therápon Dekárchon al servizio di Gabriel.
- Stephen Rubens y Sedillo, Therápon Protárchon al servizio di Cressida, dal corpo adattato alla vita acquatica. Ha scoperto un nuovo tipo di ceramica ad elevata diffusione termica.

### Luoghi
- Terra2, versione ricostruita della Terra originaria, distrutta da nanotecnologie sfuggite al controllo in una furia distruttiva. La capitale simbolica è Persepoli, altri centri di rilievo sono Alessandria, Bisanzio e Pechino.
- Illyricum, il Mondo dalla Chiara Luce, il pianeta più importante del dominio di Gabriel, che comprende anche Cos, Lascarios, Brightkinde e Vissarion (così chiamato in onore del padre di Gabriel, Vissarion Simonovič Kamanev, musicista e direttore d'orchestra, salito fino al rango di Therápon Hextárchon, uomo di talento, ma non dotato quanto il figlio, prematuramente morto di collasso a soli centoventiquattro anni). Dopo averli terraformati, popolati e governati, Gabriel ha lasciato che tutti i suoi pianeti raggiungessero l'autogoverno.
- Microghéa, pianeta della Sfera di Gaal.
- Painter, pianeta del dominio di Cressida, attorno al quale orbita l'asteroide-laboratorio Sanjay.

## Trama
Nella pacifica Logarchia, alcuni degli Aristoi, i membri della ristretta classe dominante, sollevano da qualche tempo critiche all'ordine di cui sono al vertice, convinti che la stabilità e la crescita misurata stiano inibendo l'espansione e il progresso dell'umanità. La maggior parte degli Aristoi però non condividono questa nostalgia per un passato forse più avventuroso e interessante, ma caratterizzato da catastrofi, guerre, malattie, lotte senza fine per il puro sostentamento. Tra coloro che trovano del tutto soddisfacente l'attuale sistema di vita c'è Gabriel, giovane Aristos che dedica il suo tempo e talento all'amore, alla musica e all'architettura.
È l'Aristos Cressida, per nulla interessata alla politica, a scoprire casualmente durante le sue ricerche scientifiche che la vera minaccia per la Logarchia non viene da chi ha espresso pubblicamente i propri dubbi, ma da chi sta agendo nell'ombra ormai da lungo tempo, arrivando perfino a manipolare l'Hyperlogos, la fonte universale di informazioni, ritenuta da tutti inviolabile. Da decenni la colonizzazione in un gruppo stellare chiamato Sfera di Gaal è stata proibita, per il possibile collasso di una supernova, ma Cressida scopre che non esiste alcuna supernova e che probabilmente Saigo, l'Aristos che ha fatto dichiarare la zona off-limits, sta conducendo in quel luogo esperimenti segreti, lontano dagli occhi dalla Logarchia. Cressida ne informa Gabriel solo perché è il più vicino alla Sfera di Gaal e può più facilmente verificare quale sia effettivamente la situazione.
Quando Cressida rimane uccisa nella distruzione del proprio laboratorio orbitale Sanjay per un attacco di nanomataglap, Gabriel, convinto che non si tratti di un tragico incidente dovuto alle pericolose ricerche di nanotecnologia, ma di un vero e proprio attentato omicida, non può ignorare un simile evento. Senza mettere al corrente altri Aristoi, perché non sa chi altro sia coinvolto né quanto sia compromesso l'Hyperlogos, decide di intraprendere una spedizione verso la Sfera di Gaal, con l'astronave da guerra Cressida, costruita per l'occasione, accompagnato dai suoi più stretti collaboratori, tra cui due suoi amanti, Marcus, che porta in grembo suo figlio, e la dottoressa Clancy.
Arrivati a destinazione, Gabriel e compagni scoprono che nella Sfera di Gaal è in corso un gigantesco esperimento di evoluzione della società umana al di là di ogni immaginazione: ben nove pianeti sono stati terraformati, popolati con milioni di persone e sviluppati ad un livello di civiltà barbarico, insopportabile agli occhi di membri dell'evoluta Logarchia.
Gabriel, insieme ad un ristretto gruppo di osservatori, scende in prima persona su Microghéa, l'unico pianeta da cui sono state intercettate comunicazioni tachline, che dimostrerebbero la presenza del responsabile di quella mostruosa violazione degli ideali di servizio degli Aristoi. Giunto a Vila Real, capitale del regno di Beukhomana, Ter'Madrona per i suoi abitanti, si mescola all'alta società locale, nei panni dello straniero Ghibreel di Nanchan. Si innamora immediatamente del giovane lord Remmy, esponente del Partito della Vecchia Corte, in disgrazia, un rapporto che gli inimica però il potente principe Adrian, esponente del Partito Ortodosso al potere. Per questo è costretto prima a sconfiggere in duello con il cavaliere Silvanus, scampando anche all'attentato da parte dei secondi che avrebbero dovuto assisterlo, poi a liberare Remmy dai Vassalli di Argosy, che l'hanno catturato e torturato per colpire Gabriel, arrivando ad uccidere il capo di questa sorta di inquisizione locale, l'episcopos Peregrino.
Mentre sul pianeta Gabriel e compagni devono affrontare queste insidie, il nemico colpisce altrove: nello spazio la Cressida viene attaccata e completamente distrutta. Fra le vittime, Marcus e il figlio non ancora nato. Convinto che attraverso l'attivazione della sua rete di comunicazione privata e la prevista trasmissione di un suo messaggio automatico gli Aristoi siano ora al corrente di quanto sta accadendo e sia già scoppiata una guerra galattica, Gabriel decide che l'unica cosa rimasta da fare, così isolato dalla Logarchia, sia di attaccare Saigo. Ma l'attentato fallisce, perché il nemico si mostra in pubblico solo attraverso un sofisticato androide. Gabriel, catturato insieme ai compagni, scopre che il vero nemico è addirittura il venerato Primo Aristos, il Capitano Yuan, scomparso da secoli, di cui Saigo è solo un fanatico discepolo, e che la Logarchia è all'oscuro degli eventi della Sfera di Gaal, perché la rete privata di comunicazione che aveva accuratamente predisposto è stata violata da Zhenling, l'affascinante donna con cui nell'ultimo periodo aveva intessuto un'intensa relazione via oniricron, ma che in realtà l'ha spiato per conto del Capitano Yuan.
Yuan prova a convincere Gabriel ad unirsi a lui, spiegandogli le proprie ragioni: l'umanità sta ristagnando, perché gli Aristoi sono giunti a considerare se stessi la perfezione ultima, invece di una tappa in un processo evolutivo, e perché lo sviluppo della loro civiltà è stato irrimediabilmente segnato dal trauma originario della distruzione della Terra. Il suo obiettivo è quindi di generare un'intera umanità alternativa che possa avere un futuro differente dalla lenta decadenza della Logarchia. Guerra, fame, malattia e ignoranza sono solo dei mali necessari, che l'umanità ha già saputo affrontare in passato. Gabriel gli rinfaccia però di essere solo un vecchio che vuole rivivere l'esaltazione dei giorni della gioventù, quando fu di fatto il fondatore di una nuova civiltà. Yuan ricorre quindi alla forza per convertire alla propria causa il più giovane Aristos, di cui non vuole sprecare i talenti, il quale, distrutto nella mente e nel corpo, privato dei suoi daimones, è infine costretto alla sottomissione.
Incaricato di sovrintendere alla terraformazione di un nuovo pianeta, Gabriel si dimostra all'apparenza estremamente collaborativo. In realtà, a livello inconscio viene utilizzato come cavallo di Troia dalla Voce, un daimon emerso di recente nella sua psiche, non codificato nel reno e quindi immune alla sua disattivazione, che senza farsi notare, sfruttando l'emisfero destro del suo cervello, costruisce lentamente una nanomacchina con cui riesce a liberarlo dalla sua prigionia. È sempre la Voce a prendere il controllo per affrontare il suo carceriere, Saigo, perché non è facile liberarsi dal condizionamento dopo mesi passati in uno stato di sottomissione e dipendenza. In una terribile lotta Gabriel riesce a uccidere l'avversario, quindi libera i propri compagni, sottoposti a loro volta a vari livelli di trasformazione della personalità. Attraverso la propria tachline privata, Gabriel rende nota a tutta Logarchia la cospirazione. La prospettiva immediata di una guerra è scongiurata dal fatto che vi abbiano partecipato solo quattro Aristoi, oltre a Yuan, i quali si arrendono presto, mentre il loro capo è nuovamente sparito nel nulla.
Ma la guerra è forse solo rimandata, perché di fronte al pericolo scampato la reazione di alcuni Aristoi è quella di allestire flotte da guerra, costruire reti tachline private e reintrodurre forme genetiche barbariche ed aggressive nelle proprie popolazioni. Gabriel, nominato Athánatos kái Sotér, "Immortale e Salvatore", impegnato in un lento processo di guarigione per ricostruire la propria personalità dopo la destrutturazione psichica subita, che ha fatto a pezzi il suo stato superiore di Aristos, immune dai dubbi, facendogli riscoprire l'umanità di un tempo (una dolorosa esperienza che gli ha incidentalmente permesso di concludere la sua grande opera incompiuta, Louise Brooks interpreta Lulu), non è d'accordo con nessuna di queste soluzioni, controproducenti per la Logarchia, e decide invece di andare alla ricerca di Yuan, per catturarlo ed impedire che ritenti altrove i suoi esperimenti.
In un ultimo incontro con Gabriel, Zhenling, destinata come gli altri cospiratori ad essere isolata in un habitat artificiale, con un'interazione limitata con l'Hyperlogos, continua a difendere il progetto dell'evoluzione alternativa dell'umanità e sostiene che Yuan sia effettivamente riuscito nel suo intento di smuovere la Logarchia e di costringere gli Aristoi a mettersi in discussione e che Gabriel stesso ne stia realizzando il piano, opponendosi a lui.

## Edizioni
- Walter Jon Williams, Aristoi, traduzione di Franco Forte e Nicoletta Greco, Superblues, Milano, Arnoldo Mondadori Editore, 1996, ISBN 88-04-41567-3.